# ジョーン・モンデール
ジョーン・アダムズ・モンデール（英語: Joan Adams Mondale , 1930年8月8日 - 2014年2月3日）は、アメリカ合衆国の美術家、著作家。第42代アメリカ合衆国副大統領ウォルター・モンデールの妻でもある。夫がアメリカ合衆国副大統領に就任した1977年1月20日からその任期が終了する1981年1月20日までアメリカ合衆国のセカンドレディの役割を担った。美術の振興に一生をささげたために親しみを込めて「Joan of Art」（ジョーン・オブ・アート）と呼ばれた。

## 家族・学歴
ジョーン・アダムズは、1930年8月8日にアメリカ合衆国のオレゴン州ユージーンにて、長老派教会の牧師を務めるジョン・マクスウェル・アダムズとその妻のエレノア・ジェーン・ホールの3人の娘の長女として出生した。幼少期は何度か移住を経験したが、最終的にミネソタ州セントポールに定住することになった。最終学歴となったマカレスター大学では歴史を専攻してフランス語と美術を副専攻科目に選び、1952年に卒業した。
大学を卒業した後は、ボストン美術館で司書を務め、次いでミネソタに戻ってミネアポリス美術館で教育アシスタントとして働くようになった。1955年にジョーンの妹ジェーン・キャンビーが開いた夕食会でミネソタ大学ロー・スクールに通うウォルター・モンデールと知り合った。モンデールも一時期マカレスター大学に通っていたが、二人はそれまで面識がなかった。半年の間に7度のデートを経験した二人は1955年12月27日に結婚式を挙げた。
夫婦は3人の子供をもうけた。
- セオドア・アダムズ “テッド” モンデール（英語版）（1957年10月12日生まれ[4]） - ミネソタ州の政治家。元ミネソタ州上院（英語版）議員、ミネソタ州知事候補[5]。
- エレノア・ジェーン・モンデール（英語版）（1960年1月19日生まれ - 2011年9月17日死去[4]） - テレビパーソナリティやラジオパーソナリティを務めた。2011年に脳腫瘍により、51歳で亡くなった[6]。
- ウィリアム・ホール・モンデール（1962年2月27日生まれ[4]）

## 「ジョーン・オブ・アート」

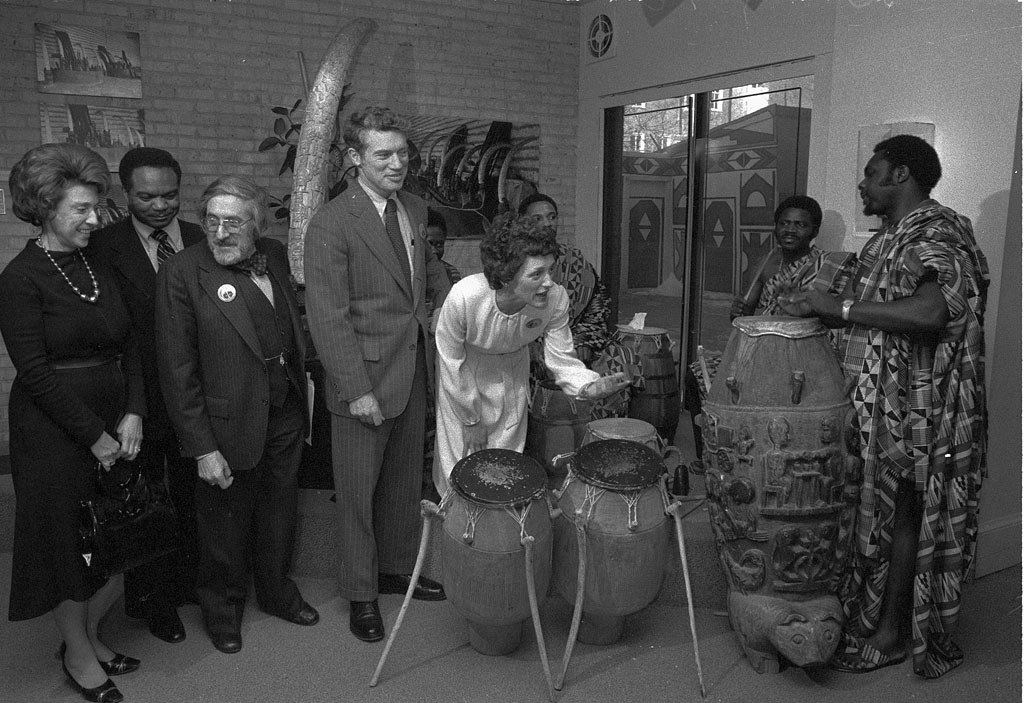
1978年。国立アフリカ美術館で記者会見を行った後、ドラムを演奏するジョーン夫人。後方左から右へリンディ・ボッグス（連邦下院議員）、ウォルター・E・ファントロイ(連邦下院議員）、ウォーレン・M・ロビンス（美術館の創設者）、ウェンデル・アンダーソン（連邦上院議員）

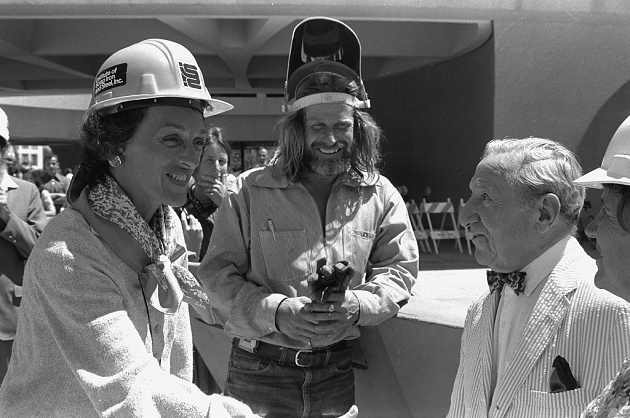
1978年7月11日。マーク・ディスヴェロ（彫刻家）とともにジョセフ・ハーシュホーン（美術品収集家）を出迎えるジョーン夫人

熱心な美術愛好者であったジョーンは「Joan of Art」（ジョーン・オブ・アート）のニックネームで親しまれた。
ウォルター・モンデールが1964年にアメリカ合衆国副大統領に任命されたヒューバート・H・ハンフリーの後継者として連邦上院議員に選出されると、一家はワシントンD.C.に移住した。ジョーンはワシントンにあるナショナル・ギャラリーで週1回のツアーのガイドを担当し、陶芸教室を開いた。1972年には幼児や若年層向けに書かれた彼女の著書『Politics in Art』が出版された。モンデールが1976年アメリカ合衆国大統領選挙に出馬するジミー・カーターのランニングメートになった時点で、ウィスコンシン州選出の連邦上院議員ウィリアム・プロクスマイアーの妻であるエレン・プロクスマイアーが経営する会社で働き、定期的にワシントン周辺のツアーのガイドを担当していた
。
モンデールは1977年から1981年までカーターの下で副大統領を務め、ジョーン夫人もこの期間にアメリカ合衆国のセカンドレディを担った。彼女は「連邦芸術人文委員会」名誉会長に任命され、カーター政権の事実上の美術顧問となった。美術館や劇場、アーティストのスタジオを頻繁に訪れ、連邦議会と州に働きかけて「パブリックアートプログラム」の推進を後押しした。アメリカ海軍天文台敷地内にある副大統領公邸をアメリカの美術作品の展示場に変貌させた。公邸内には写真家のアンセル・アダムズ、彫刻家のデビッド・スミス、画家のジョージア・オキーフら著名なアーティストの作品が展示されていた。
1984年アメリカ合衆国大統領選挙に夫が出馬した際には「男女平等憲法修正条項」（ERA）の制定、賃金の平等、美術活動のサポートに焦点を当てて選挙活動を行った。
モンデールが駐日大使を務めた1993年から1996年までモンデール夫妻は日本に在住していた。副大統領公邸と同様に、滞在した駐日大使館の大改装も行っている。異国の地である日本でも美術の擁護者であり続け、異文化交流の促進に尽力した。駐日大使館近くにある東京メトロの溜池山王駅を飾る作品もジョーンの活動の成果によるものである。日本美術に心酔して熱心に学んだ。1995年に『ニューヨーク・タイムズ』は彼女が益子焼を使用した手作りの陶器を京都市長にプレゼントしたことを報じている。帰国後に彼女が海外生活についてつらねたエッセイ集『Letters From Japan』が出版された。
2008年に市民運動団体「アメリカンズ・フォー・ザ・アーツ」は30年以上にわたり、美術の擁護者として精力的に活動してきたジョーンの功績をたたえ、彼女に「パブリックアート・ネットワーク・アワード」を授与した。

## 死
ジョーン・モンデールは2010年に採用する郵便切手のデザインを選択する役割を担う「市民スタンプ諮問委員会」（CSAC）の委員を退き、これが彼女の最後の公職となった。
2012年頃から最終的に死の原因となるアルツハイマー病の兆候を見せるようになった。2014年2月3日にミネソタ州ミネアポリス市内のホスピスで夫のウォルター・モンデールと2人の息子（テッドとウィリアム）に最期を看取られながら、息を引き取った。83歳没。2月8日の慰霊祭には遺族の他にジミー・カーター、ロザリン・カーター、ジョー・バイデン、ジル・バイデンも含め、約1400人が出席した。遺骨は火葬された。

## 著書
- Politics in Art (1972年) (ISBN 978-0822501701)
- The Mondale Family Cookbook (1984年) (ASIN B000LGQZPC)
- Letters From Japan (1997年) (ISBN 978-0966222005)